# Зама
Зама (рум. zeamă, «зя́ме») — у дослівному перекладі має кілька значень, одне з яких — бульйон, юшка. У Молдові замою називають гарячий національний суп, класичний склад якого — це бульйон, зварений з домашньої курки з корінням (ріпчастою цибулею, коренем петрушки, морквою), домашня яєчна локшина, куряче м'ясо, відрубний квас і любисток. Додають також чебрець та помідори.
Подають суп гарячим зі сметаною та дрібно нарубаною зеленню петрушки. Саме такий суп ви отримаєте у молдавському національному ресторані, замовивши заму. Як і будь-яку страву, готують по-різному, часто додаючи в неї продукти, що не мають до неї відношення. Так, домогосподарки часто додають до вищеописаного переліку продуктів картоплю для ситості.
Спочатку заму готували тільки з курки, тельбухів птиці, проте в даний час трапляються рецепти з риби, кролика і навіть пісна зама.
Уперше в історії зама була згадана в «Червоному путівнику Мішлен» у 2019 році завдяки її наявності в меню ресторану Ganea Kitchen Fairy Tales. Ресторан був заснований уродженцями Республіки Молдова у 2017 році.